# Fanny Ardant
Fanny Marguerite Judith Ardant (Saumur, 22 marzo 1949) è un'attrice e regista francese.
Considerata una delle migliori attrici francesi della sua generazione, durante la sua carriera ha vinto due Premi César (a fronte di sei candidature), un European Film Award, un Orso d'argento al Festival di Berlino e due Nastri d'argento. Ardant è inoltre l'ultima grande musa di François Truffaut che la diresse nei celebri film La signora della porta accanto e Finalmente domenica! che le fecero lasciare un'impronta indelebile nella storia del cinema francese.

## Biografia
Figlia di Jean Ardant, un ufficiale di cavalleria di Palazzo Grimaldi a Montecarlo, e di Jacqueline Lecoq, dopo aver studiato lingue, all'età di 22 anni abbandona la famiglia che non condivideva le sue intenzioni di intraprendere la carriera cinematografica.
Il suo esordio cinematografico risale al 1976 nel film Marie-poupée diretto da Joël Séria. Interpreta vari film per la TV che le valgono l'attenzione di François Truffaut che la vuole nel ruolo di protagonista ne La signora della porta accanto (1981) e che diventerà suo compagno e da cui avrà una figlia nel 1983, Josephine. Sempre nello stesso anno lavora con Claude Lelouch che la dirige in Bolero (1981).

Fanny Ardant con François Truffaut al Giffoni Film Festival nel 1982

Lavora con Vittorio Gassman in Benvenuta (1983) di André Delvaux e La vita è un romanzo (1983) con Geraldine Chaplin. Dopo la morte di Truffaut nel 1984, Fanny Ardant partecipa al film Un amore di Swann (1984) con Ornella Muti, Michele Placido e Alain Delon, Consiglio di famiglia (1986) di Costa-Gavras, in cui recita anche Jack Nicholson, e La famiglia (1987), diretto da Ettore Scola, nuovamente con Gassman.
Dopo qualche film minore partecipa a L'ultima luna (1990), Il colonnello Chabert (1993), Sabrina (1995) di Sydney Pollack e soprattutto a Al di là delle nuvole (1995), di Michelangelo Antonioni, con John Malkovich, Marcello Mastroianni, Inés Sastre, Sophie Marceau e Chiara Caselli, Jean Reno. Con Mastroianni lavora anche in Cento e una notte (1996); per il film Di giorno e di notte (1996), una commedia di Gabriel Aghion, vince il Premio César alla migliore attrice, massimo riconoscimento del cinema francese; recita poi nel celebre La cena (1998) di Ettore Scola, ultimo della coppia Ardant-Gassman.
Il 2000 le offre ruoli importanti in film importanti come Nessuna notizia da Dio (2001), il thriller-commedia 8 donne e un mistero (2002) di François Ozon con Catherine Deneuve, Virginie Ledoyen, Emmanuelle Béart e Isabelle Huppert, questo film fa guadagnare alla Ardant e alle altre protagoniste l'Orso d'Argento per la migliore attrice al Festival del Cinema di Berlino; in seguito recita in L'odore del sangue (2003), che la vede in coppia con Michele Placido.
Nell'estate del 2000, per la prima volta reciterà in Italia Le square di Marguerite Duras, realizzato dal produttore Angelo Tumminelli, nel teatro all'aperto dei giardini della Filarmonica Romana e replicato nella Chiesa dello Spasimo di Palermo. Il reading riscuoterà successo di critica e di pubblico.
Il 23 agosto 2007 il TG2 riporta degli spezzoni di una sua intervista dove l'attrice dichiara la sua simpatia per Renato Curcio e per le Brigate Rosse. L'intervista provoca molte reazioni polemiche, tra cui quella del presidente della Regione Veneto, Giancarlo Galan, che invita l'attrice a non presentarsi al festival di Venezia. Il giorno seguente Fanny Ardant ha chiesto scusa alle vittime delle Brigate Rosse per il suo elogio a Curcio.
Nel 2009 realizza il suo primo film come regista: Cendres et sang. Nel 2011 partecipa al video musicale della canzone Elle me dit di Mika. Nel 2013 torna dietro la macchina da presa per dirigere il film Cadences obstinées con Asia Argento, Nuno Lopes, Franco Nero e Gérard Depardieu. Il film uscirà nelle sale francesi il 4 dicembre. Nello stesso anno appare in un cameo nel film La grande bellezza di Paolo Sorrentino.
Nel 2020 ottiene nuovamente successo col film La belle époque che le fa vincere il suo secondo Premio César, questa volta alla migliore attrice non protagonista, per un totale di sei candidature.

## Vita privata
Fanny Ardant ha un fratello e una sorella. Non si è mai sposata. Ha avuto tre figlie: Lumir, nata nel 1975 da Dominique Leverd, Joséphine, nata nel 1983 da François Truffaut, e Baladine, nata nel 1990 da Fabio Conversi.

## Filmografia

### Attrice

#### Cinema
- Marie-poupée, regia di Joël Séria (1976)
- Dogs Man (Les chiens), regia di Alain Jessua (1979)
- La signora della porta accanto (La Femme d'à côté), regia di François Truffaut (1981)
- Bolero (Les uns et les autres), regia di Claude Lelouch (1981)
- Desiderio, regia di Anna Maria Tatò (1983)
- La vita è un romanzo (La vie est un roman), regia di Alain Resnais (1983)
- Finalmente domenica! (Vivement dimanche!), regia di François Truffaut (1983)
- Benvenuta, regia di André Delvaux (1983)
- L'amour à mort, regia di Alain Resnais (1984)
- Un amore di Swann (Un amour de Swann), regia di Volker Schlöndorff (1984)
- L'estate prossima (L'été prochain), regia di Nadine Trintignant (1985)
- Macumba story (Les enragés), regia di Pierre-William Glenn (1985)
- Consiglio di famiglia (Conseil de famille), regia di Constantin Costa-Gavras
- Le paltoquet, regia di Michel Deville (1986)
- Mélo, regia di Alain Resnais (1986)
- La famiglia, regia di Ettore Scola (1987)
- Paura e amore (Fürchten und Lieben), regia di Margarethe Von Trotta (1988)
- Pleure pas my love, regia di Tony Gatlif (1989)
- Australia, regia di Jean-Jacques Andrien
- L'ultima luna - L'avventura di Catherine C. (Aventure de Catherine C.), regia di Pierre Beuchot (1990)
- Jeux d'hiver, cortometraggio, regia di Alain Le Breton (1991)
- Occhi nel buio (Afraid of the Dark), regia di Mark Peploe (1991)
- Rien que des mensonges, regia di Paule Muret (1991)
- La femme du déserteur, regia di Michal Bat-Adam (1993)
- Amok, regia di Joël Farges (1993)
- Il colonnello Chabert (Le colonel Chabert), regia di Yves Angelo (1994)
- La settima stanza (Siòdmy Pokòj), regia di Márta Mészáros (1995)
- Les cent et une nuits de Simon Cinéma, regia di Agnès Varda (1995)
- Al di là delle nuvole, regia di Michelangelo Antonioni (1995)
- Sabrina, regia di Sydney Pollack (1995)
- Di giorno e di notte (Pédale douce), regia di Gabriel Aghion (1997)
- Désiré, regia di Bernard Murat (1996)
- Ridicule (Ridicule), regia di Patrice Leconte (1996)
- Elizabeth, regia di Shekhar Kapur (1998)
- La cena, regia di Ettore Scola (1998)
- La débandade, regia di Claude Berri (1999)
- Le fils du français, regia di Gérard Lauzier (1999)
- Le Libertin, regia di Gabriel Aghion (2000)
- Nessuna notizia da Dio (Sin noticias de Dios), regia di Agustin Díaz Yanes (2001)
- Change moi ma vie, regia di Liria Begeja (2001)
- 8 donne e un mistero (8 femmes), regia di François Ozon (2002)
- Callas Forever, regia di Franco Zeffirelli (2002)
- Nathalie..., regia di Anne Fontaine (2003)
- L'odore del sangue, regia di Mario Martone (2003)
- El año del diluvio, regia di Jaime Chávarri (2004)
- Emeth, regia di Avi Nesher (2006)
- Paris, je t'aime, regia di Richard LaGravenese (2006)
- Roman de gare, regia di Claude Lelouch (2007)
- L'ora di punta, regia di Vincenzo Marra (2007)
- The Secrets - Segreti, regia di Avi Nesher (2007)
- Hello Goodbye, regia di Graham Guit (2008)
- Il divo, regia di Paolo Sorrentino (2008)
- Visage, regia di Tsai Ming-liang (2009)
- You Never Left regia di Youssef Nabil (2010)
- Interno giorno, regia di Tommaso Rossellini (2011)
- La grande bellezza, regia di Paolo Sorrentino (2013) cameo nel ruolo di sé stessa
- Les Beaux Jours, regia di Marion Vernoux (2013)
- Casanova variations, regia di Michael Sturminger (2014)
- Chic!, regia di Jérôme Cornuau (2015)
- La séance, regia di Edouard de La Poëze (2015)
- Five, regia di Igor Gotesman (2016)
- For This Is My Body, regia di Paule Muret (2016)
- Lola Pater, regia di Nadir Moknèche (2017)
- La belle époque, regia di Nicolas Bedos (2019)
- DNA - Le radici dell'amore (ADN), regia di Maïwenn (2020)
- I giovani amanti (Les jeunes amants), regia di Carine Tardieu (2021)
- Amusia, regia di Marescotti Ruspoli (2022)
- The Palace, regia di Roman Polański (2023)

#### Televisione
- Le mutant, regia di Bernard Toublanc-Michel – miniserie TV (1978)
- La muse et la Madone, regia di Nina Companéez – film TV (1979)
- Ego, regia di Jean-Marie Marcel – film TV (1979)
- Les dames de la côte, regia di Nina Companéez – miniserie TV (1979)
- I racconti di Edgar Allan Poe (Histoires extraordinaires) – serie TV, episodio: La chute de la maison Usher (1981)
- Le Roman du samedi: mémoires de deux jeunes mariées, regia di Marcel Cravenne – film TV (1981)
- Les bons bourgeois, regia di Pierre Desfons – film TV (1981)
- Le chef de famille, regia di Nina Companéez – miniserie TV (1982)
- Les uns et les autres, regia di Claude Lelouch – miniserie TV (1983)
- Mademoiselle Julie, regia di Yves-André Hubert – film TV (1984)
- Cinecittà Cinecittà, regia di Vittorio De Sisti - miniserie TV (Rai 2, 1985)
- Piazza Navona, episodio Il mitico Gianluca, regia di Gianfrancesco Lazotti – serie TV (1988)
- Biafra: la naissance, episodio della serie TV Médecins des hommes, regia di Laurent Heynemann (1988)
- L'altro enigma, regia di Vittorio Gassman e Carlo Tuzii – film TV (1988)
- La grande cabriolé, regia di Nina Companéez – miniserie TV (1989)
- Balzac - Una vita di passioni, regia di Josée Dayan – film TV (1999)
- Sarah, regia di Yves Di Tullio e Bernard Murat – film TV (2003)
- Il caso Rasputin (Raspoutine), regia di Josée Dayan – film TV (2011)

### Regista
- Cendres et sang (2009)
- Cadences obstinées (2013)
- Le divan de Staline (2016)

## Teatro

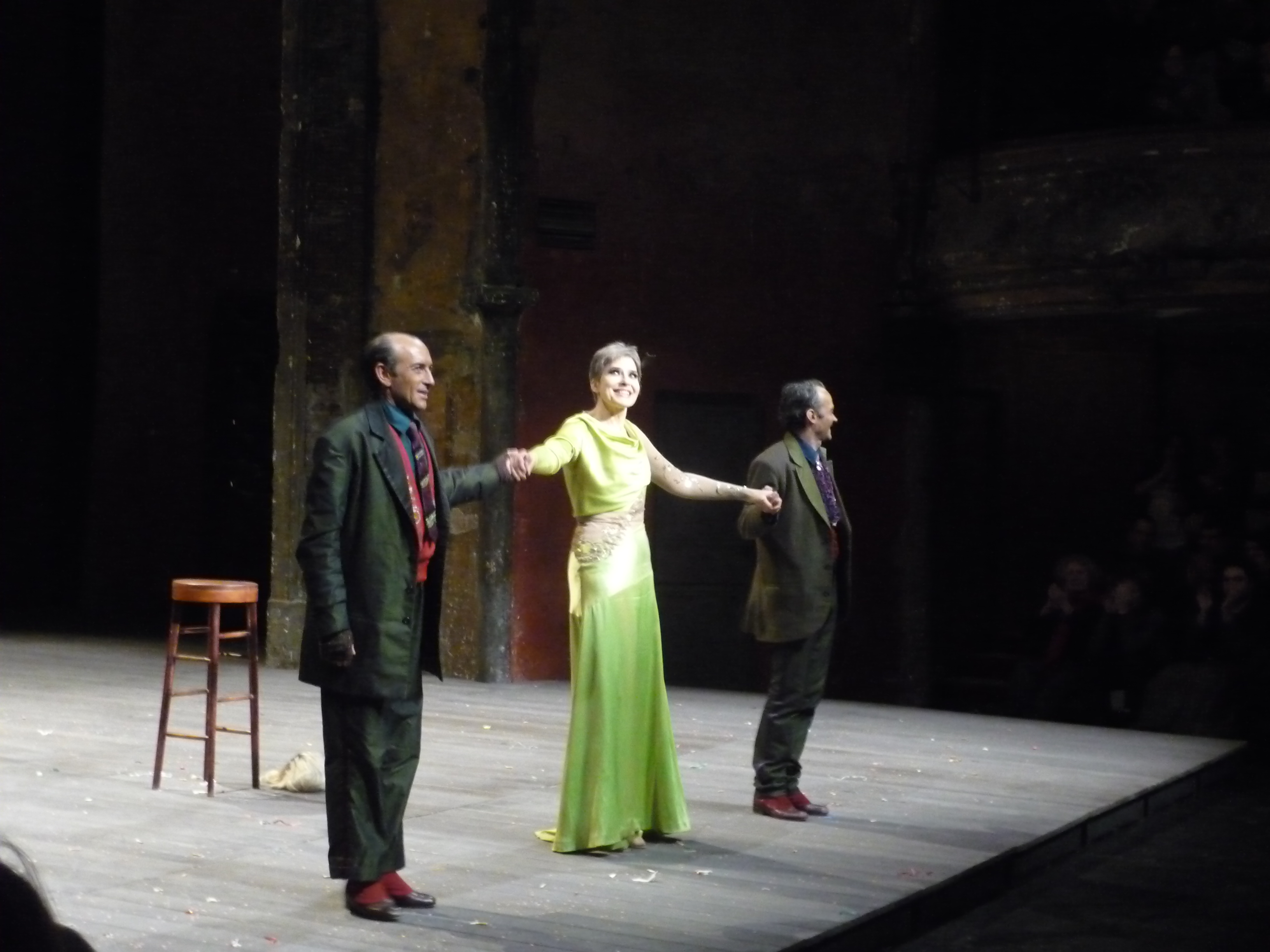
Fanny Ardant in Music-Hall di Jean-Luc Lagarce

- 1974 Polyeucte di Pierre Corneille, regia di Dominique Leverd
- 1976 Le Maître de Santiago di Henry de Montherlant, regia di Dominique Leverd
- 1977 Esther di Jean Racine, regia di Dominique Delouche
- 1978 Elettra di Jean Giraudoux, regia di Dominique Leverd
- 1979 Tête d'or di Paul Claudel, regia di Dominique Leverd
- 1980 Les bons bourgeois di René de Obaldia, regia di Jacques Rosny
- 1983 La signorina Julie di August Strindberg, regia di Andréas Voutsinas
- 1987 Don Giovanni di Molière, regia di Francis Huster
- 1990 Come tu mi vuoi di Luigi Pirandello, regia di Maurice Attias
- 1992-94 L'aide mémoire di Jean-Claude Carrière, regia di Bernard Murat
- 1995-96 La musica deuxième di Marguerite Duras, regia di Bernard Murat
- 1997 Master Class di Terrence McNally, regia di Roman Polański
- 2000 Le square, di Marguerite Duras, recital
- 2008 Véronique operetta di André Messager
- 2009 Music-hall di Jean-Luc Lagarce, regia di Lambert Wilson, Théâtre des Bouffes du Nord
- 2011 L'anno del pensiero magico di Joan Didion, Théâtre de l'Atelier

## Riconoscimenti
- Premio César
  - 1982 – Candidatura alla migliore attrice per La signora della porta accanto
  - 1984 – Candidatura alla migliore attrice per Finalmente domenica!
  - 1997 –  Migliore attrice protagonista per Di giorno e di notte
  - 2003 – Candidatura alla miglior attrice per 8 donne e un mistero
  - 2020 – Migliore attrice non protagonista per La belle époque
- European Film Awards
  - 2002 – Migliore attrice per 8 donne e un mistero
- Festival di Berlino
  - 2002 – Orso d'argento per la migliore attrice per 8 donne e un mistero
- Nastro d'argento
  - 1987 – Migliore attrice straniera per La famiglia
  - 2004 – Nastro d'argento europeo
- Grolla d'oro
  - 1995 – Premio alla carriera

## Doppiatrici italiane
- Maria Pia Di Meo ne La signora della porta accanto, Finalmente domenica!, Benvenuta, Consigli di famiglia, Occhi nel buio, Sabrina, Di giorno e di notte, Rasputin, Desiderio, La belle époque
- Barbara Castracane ne Il colonnello Chabert, Balzac, Callas Forever
- Angiola Baggi in Paura e amore, Nathalie..., DNA - Le radici dell'amore
- Ada Maria Serra Zanetti ne La vita è un romanzo, Mélo
- Antonella Giannini in Change moi ma vie, Lola pater
- Rita Di Lernia in Bolero
- Noemi Gifuni in Amore e morte
- Gabriella Genta ne L'estate prossima
- Vittoria Febbi ne La famiglia
- Paila Pavese ne L'altro enigma
- Aurora Cancian in Al di là delle nuvole
- Cristiana Lionello in Ridicule
- Anne Marie Sanchez in Elizabeth
- Melina Martello in Nessuna notizia da Dio
- Valeria Ciangottini in 8 donne e un mistero
- Elda Olivieri ne L'anno del diluvio
- Alessandra Korompay ne I giovani amanti
- Marina Tagliaferri in Monsieur Blake - Maggiordomo per amore

In The Palace la Ardant si auto-doppia in italiano.